# 彼得·拉奇科夫斯基
彼得·伊萬諾維奇·拉赫科夫斯基（俄语：Пётр Иванович Рачковский，1853年—1910年11月1日），是俄罗斯帝国秘密机构公共安全与秩序保卫部的负责人。他从1885年至1902年在巴黎工作。

## 职业生涯
1881年俄罗斯沙皇亚历山大二世遇刺后，政府开始严格搜查国内的各种流亡人士及革命组织。拉赫科夫斯基的主要任务即是调查并粉碎俄罗斯内部日益壮大的革命运动。拉赫科夫斯基通过派遣细作渗透进革命团体充当代理人挑衅者来干扰革命活动，其中包括1905年俄国革命期间著名的无政府主义领袖格奥尔基·加邦神父。
拉赫科夫斯基在1870年代后期开始成为整肃圣彼得堡地下各种激进组织的坚强执行者，此前他因为对政治流放者采取宽大处理而被政府解除其检察官的职务。他在巴黎任职期间为俄罗斯秘密警察侦破了大量对沙皇政权构成危险的激进分子所策划的案件。
从1885年到1902年，拉赫科夫斯基负责监督俄国无政府主义者的境外活动，由于情治经验丰富他还为各类革命暴力事件提供咨询与援助。拉赫科夫斯基通过运用各种煽动、挑衅等方式诱使他的目标在活动中失误从而顺藤摸瓜达到侦破整起案件的目的。出于对稳定沙皇政权内部安全的功绩，使得他在巴黎享有稳固的地位和声望，他还利用业务往来之便与法国政府进行大量的秘密交易。
拉赫科夫斯基的政治行动通常非常成功，这是由于他个人出色的情报分析能力所致。他虽然制定了一些使用其他代理人的计划，但在每一个重大事件中，他都是唯一的操作者。他在1884年首次访问巴黎时结识了丹麦记者朱尔斯·汉森，汉森不仅是他职业生涯的重要助力之一，还是法国外交部的顾问和外交部长泰奥菲勒·德尔卡塞的朋友，汉森因此成为了俄国在西欧促进友好交流的主要渠道，他还帮助拉赫科夫斯基与法国许多显要政治家进行了接触，其中就包括埃米尔·卢贝总统。另一方面，拉赫科夫斯基也在俄罗斯宫廷中结交了不少重要权贵，在这些活动中正如革命团体指责他的那样，他是巴黎和圣彼得堡在1893年缔结法俄同盟的幕后操纵者。
拉赫科夫斯基设计并建立了与法国以外的其他国家政府的联系，他曾针对波兰天主教徒的骚乱来达到分化瓦解革命势力的计划；虽然沙皇的顾问拒绝了这一提议，但利用宗教利益打击波兰的起义运动的想法表现出了拉赫科夫斯基在政治行动中具有的高层次战略眼光。
拉赫科夫斯基的主要工作是维护国内政治的稳定。1890年，拉赫科夫斯基手下的特工兰德森在巴黎的革命群体中间发现了一个精心策划的杀死沙皇的阴谋，兰德森不仅潜入了革命分子的内部会议并侦查到每一个刺杀者在行动中将要扮演的角色。法国警方从兰德森提供的情报中获悉阴谋，从而顺利摧毁了整个组织，成员在当年夏天被审判和处刑。
拉赫科夫斯基可能也在激化第一次世界大战的屠杀行动中发挥了作用：“拉赫科夫斯基在俄罗斯的领导和他在巴黎的东道主都害怕激进分子，于是让俄罗斯特工加强了两国之间的情报联系。他的成功如此之大，以至于历史学家亚历克斯·巴特沃思认为，战争屠杀事件应该部分归咎于俄法同盟，正是这种同盟令世界大战变得如此血腥。”

## 锡安长老会纪要事件

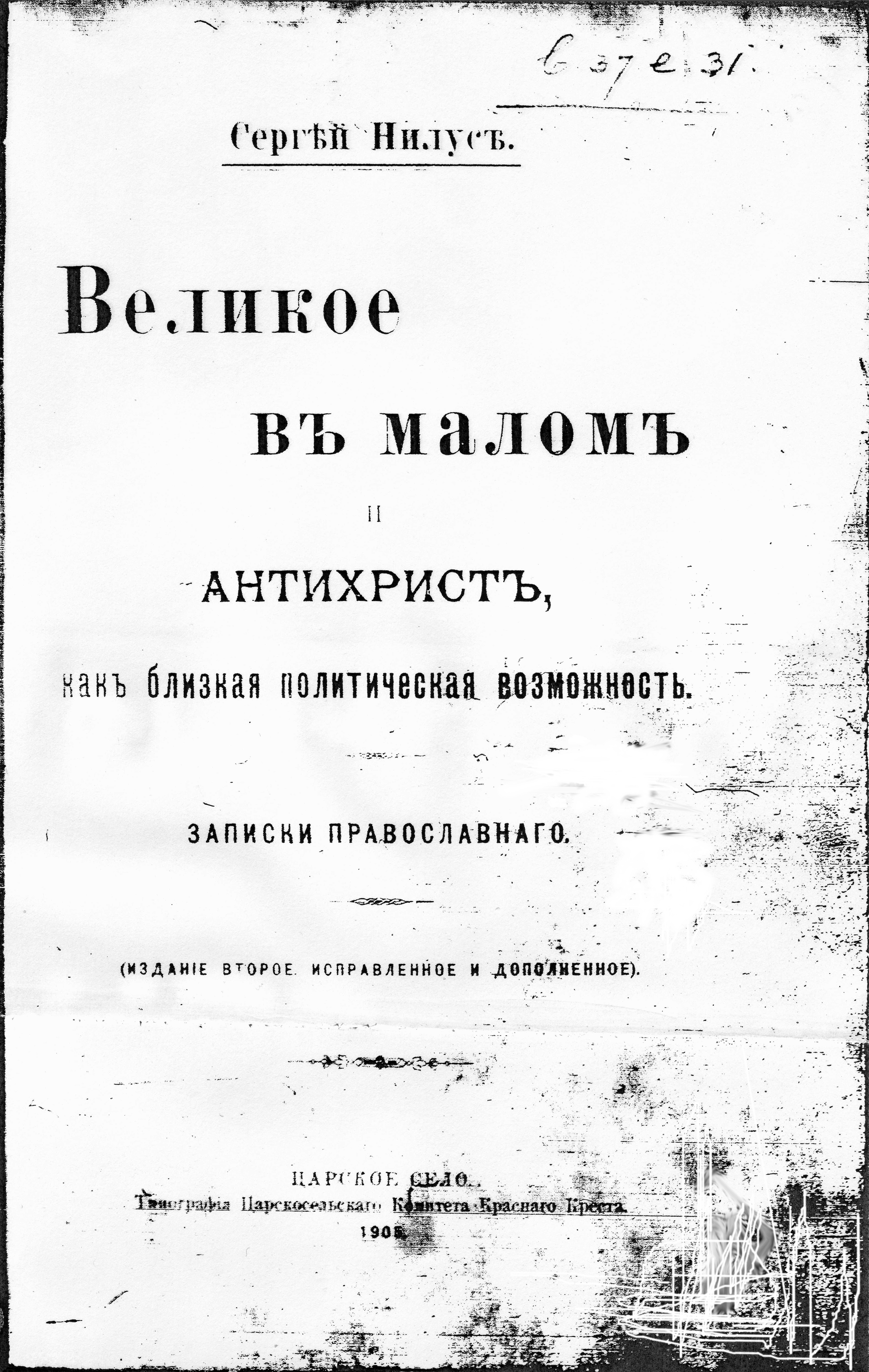
1905年出版的锡安长老会纪要封面

革命组织的派系斗争为锡安长老会纪要的出台提供了环境，拉赫科夫斯基在巴黎的挑衅代理人马特维·戈洛温斯基于1900年代初撰写了纪要的第一版。文章将1905年即将到来的俄国革命视为国际犹太人阴谋的一部分，该文通过煽动反犹主义以转移公众对俄罗斯日益严重的社会问题的注意力；另一位拉赫科夫斯基的线人尤利安娜·格林卡则经常通过她的叔叔奥尔热夫斯基将军把相关的伪造品从法国带回到俄罗斯国内的暗探局手里。

## 晚年活动
1905年俄国革命后，圣彼得堡实行戒严；拉赫科夫斯基奉调回国领导整个秘密警察机构，他首先担任特别专员，然后转任首都警察局局长全权负责平息国内革命。
拉赫科夫斯基以他无与伦比的阴谋手段和挑衅大师而闻名。1902年，他伪造了俄罗斯社会民主工党领导人格奥尔基·普列汉诺夫的一封信，信中指称民意党领导人与英国情报部门合作，这使得警方能够利用革命派系之间的相互不信任来破坏革命运动。1906年局势趋于稳定后他被沙皇尼古拉二世解职，其后他于1910年11月1日逝世。

## 流行文化
迈克尔·布莱恩特在1974年BBC制作的电视剧《鹰之死》中扮演了拉赫科夫斯基。除此之外，拉赫科夫斯基还曾在小说《布拉格公墓》和《傅科摆》中出场，同时他也是威尔·托马斯的侦探小说《与死神共舞》中的一个角色。